# Йокояма Тайкан
Йокояма Тайкан (яп. 横山 大観; *2 листопада 1868 — 26 лютого 1958) — японський художник першої половини XX століття.

## Життєпис
Походив з самурайського роду Сакаї, що здавна перебував на службі Мітоських Токуґава. Народився 1868 року в місті Міто префектури Ібаракі. Отримав ім'я Йокояма. Був старшим сином Сакаї Сутехіко. У віці 10 років (1878 рік), майбутній художник, разом зі своєю родиною переїжджає до Токіо. Змінив ім'я на Хідемаро. Тут він навчається в Токійській середній школі. 1885 року поступає до Англійської мовної школи. Водночас зацікавився олійним живописом. Це призвело до вивчення малюнків олівцем у художника Ватанабе Фумісабуро. 1887 року закінчив середню школу. Потім навчався в Кано Хогая.
З 1889 року навчався в Токійській художній школі (в подальшому відомій як Академія витончених мистецтв) у професора Хасімото Ґахо. Тут проходить курс в школі Кано. Після закінчення навчання рік навчається в Кіотському університеті мистецтв, вивчаючи буддійський живопис. В цей же час художник приймає псевдонім «Йокояма Тайкан».
У 1896 році повертається до Японії, де став доцентом дизайну в Академії витончених мистецтв. Після того, як директор Академії, відомий японський мистецтвознавець Окакура Какудзо був відсторонений від її керівництва, Йокояма Тайкан також залишає Академію і бере участь в організації Японського художнього інституту. Після смерті дружини Йокояма Тайкан 1903—1905 роках подорожував, відвідавши Калькутту, Нью-Йорк, Бостон, Лондон, Берлін і Париж.
На запрошення Міністерства освіти в 1907 році увійшов до відбіркового комітету Першої художньої виставки «Бунтен». Втім, пізніше Йокояма виходить з цього комітету внаслідок постійних конфліктів з його членами. У 1914 році він відроджує Академію витончених мистецтв Японії, яку було зачинено у 1913 році.
1929 року виставляється у Паризькому салоні. У 1930 році він поїхав як делегат на японську виставку мистецтв у Римі. У 1931 брав участь у виставці японської живопису в Берліні. 1935 року стає членом Імператорської академії мистецтв. Йокояма Тайкан був одним з перших нагороджений заснованим в 1937 році японським Орденом Культури. Був також кавалером ордена Вранішнього Сонця 1-го класу. 1939 року створив плакат для виставки «Старовинне японське мистецтво».
З початком Другої світової війни японський уряд відправив Йокояма Тайканадо в Італію як представника японської художньої спільноти. Подарував італійському диктатору Беніто Муссоліні картину «Зіткнення», а німецькому диктатору Адольфу Гітлеру — «Фудзі на світанку». Після повернення до Токіо на початку 1940-х років продавав картини, кошти від яких переказував японським військовикам. В подальшому це призвело до допиту художника, звинуваченого в пособництві військових злочинів Японії.
1951 року отримує почесне звання «Особи культурних заслуг». Йокояма Тайкан помер в Токіо 1958 року в віці 89 років. Будинок, де жив художник, відкритий для публіки як меморіальний музей. А його мозок збережений в Медичній школі Токійського університету.

## Творчість
Йокояма Тайкан запозичив майстерність володіння тушшю у Хасімото Ґахо. Одночасно він перебував під духовним керівництвом Окакура Какудзо — прихильника поновлення традиційного живопису. В результаті цього Тайкан почав працювати над творами в стилі західного живопису, але не олійною фарбою, а тушшю, створивши спільно з художником Хісіда Сюнсьо свій власний стиль «моротай». Це виражалося в переважному використанні бляклих пастельних тонів. І хоча стиль «моротай» проіснував вкрай недовго, він став своєрідним стимулом у розвитку сучасного японського живопису. Сам Тайкан, опанувавши досконало західну техніку малювання, вважав за краще живопис чорною тушшю. Першою відомою роботою в цьому стилі є картина «Сільські діти роздивляються стару мавпу» (1893 рік).
Серед його численних робіт дослідники відмічають чудову серію з 4 картин, що зображають гори в різні пори року. Особливим емоційним звучанням відзначений сувій «Сніг». Художник зображує високі схили гір і долину, вкриті білою пухнастою пеленою. Самотній птах і декілька темних дерев підкреслюють безмовну велич зимового пейзажу. Віртуозне володіння пензлем дозволяє передати найтонші нюанси розмивів туші. Також художник створив понад 1,5 тисячі картин з зображенням гори Фудзі.
Також є автором довгих сувоїв «М'ясник і принц», «Гілля життя» (40 метрів), «Водоспад», «Вишневий цвіт уночі», «Квіти в полі».

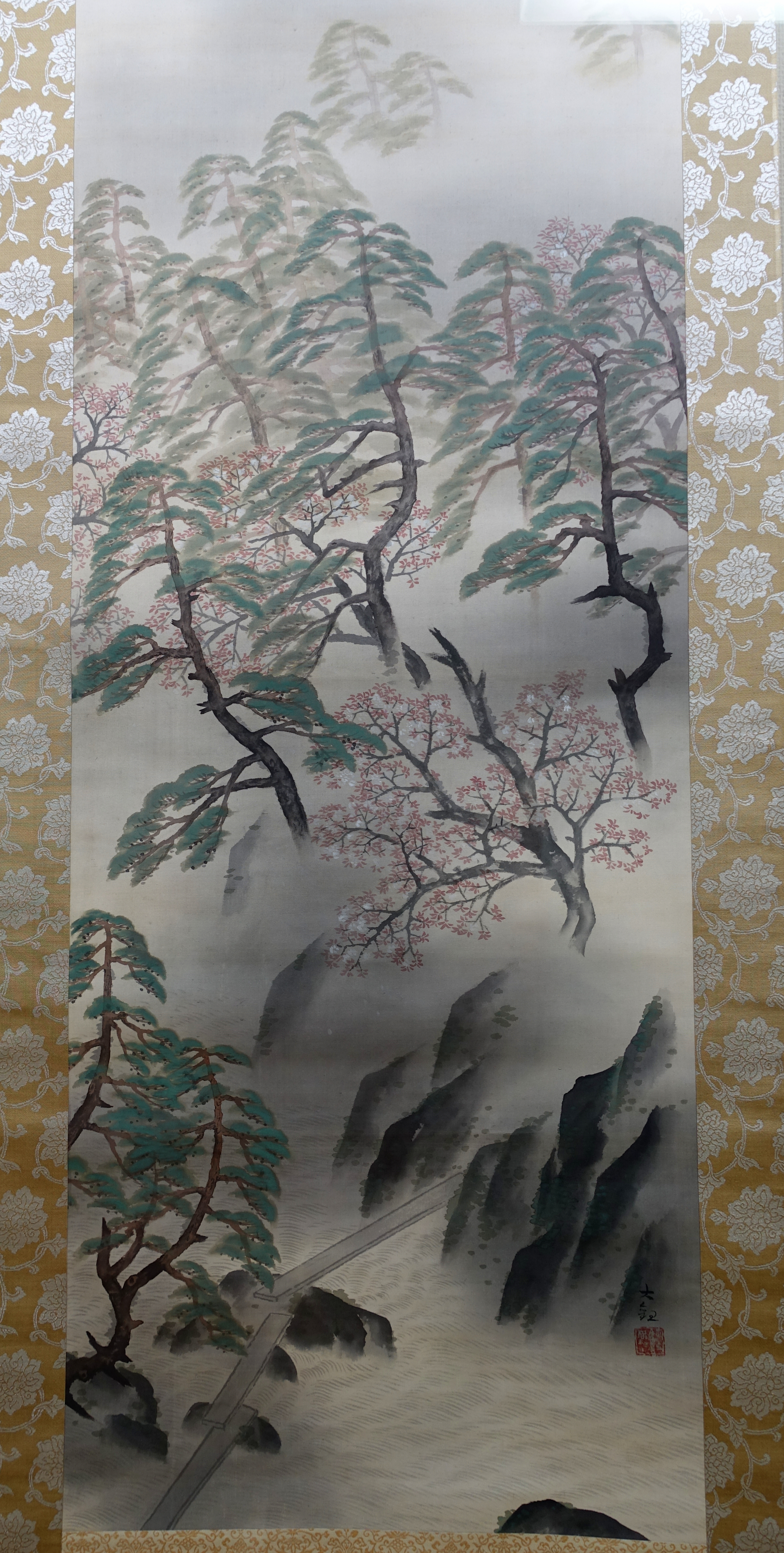
«Весняний душ»
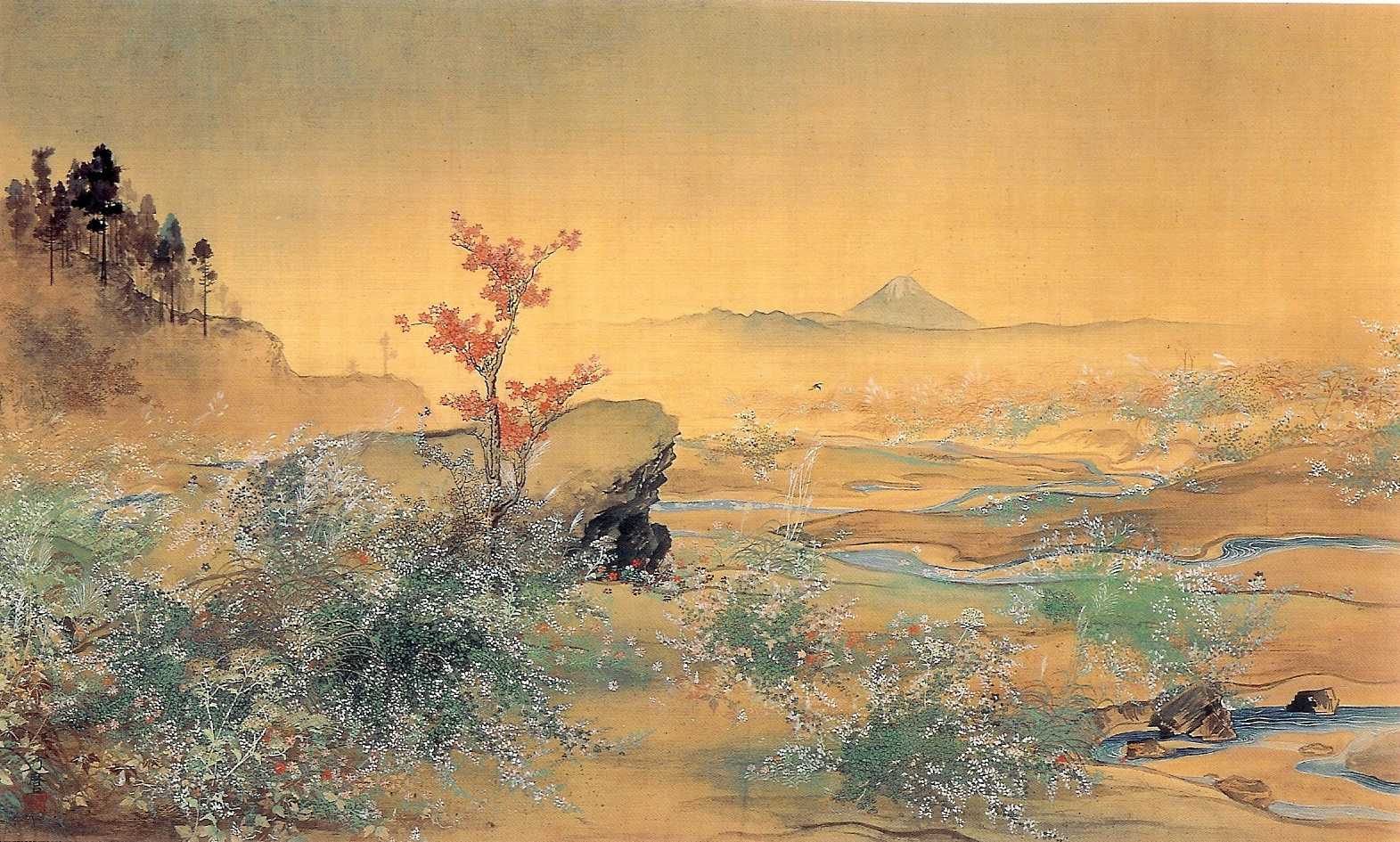
«Рівнина Мусахі» (деталь)
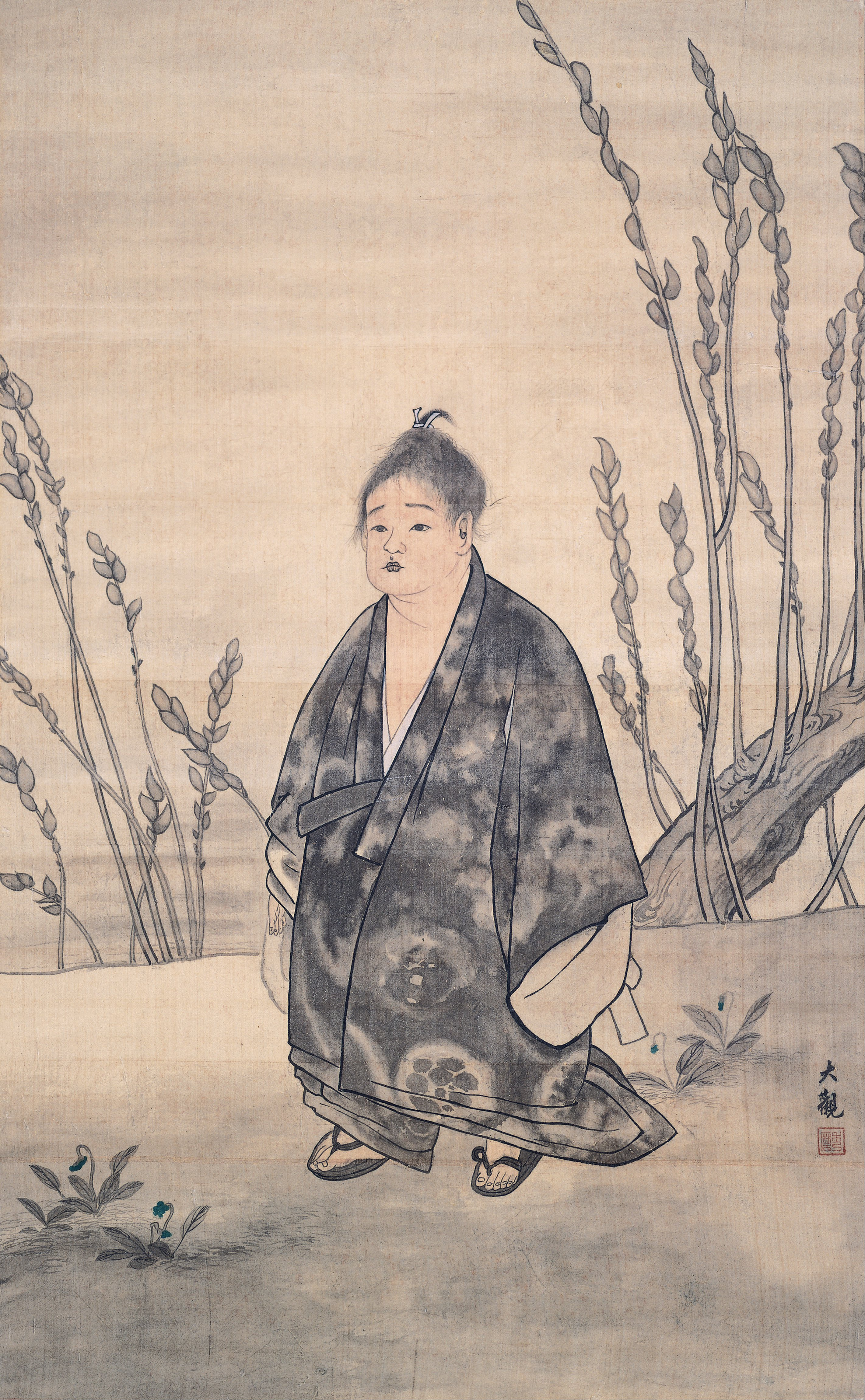
«Невинність»
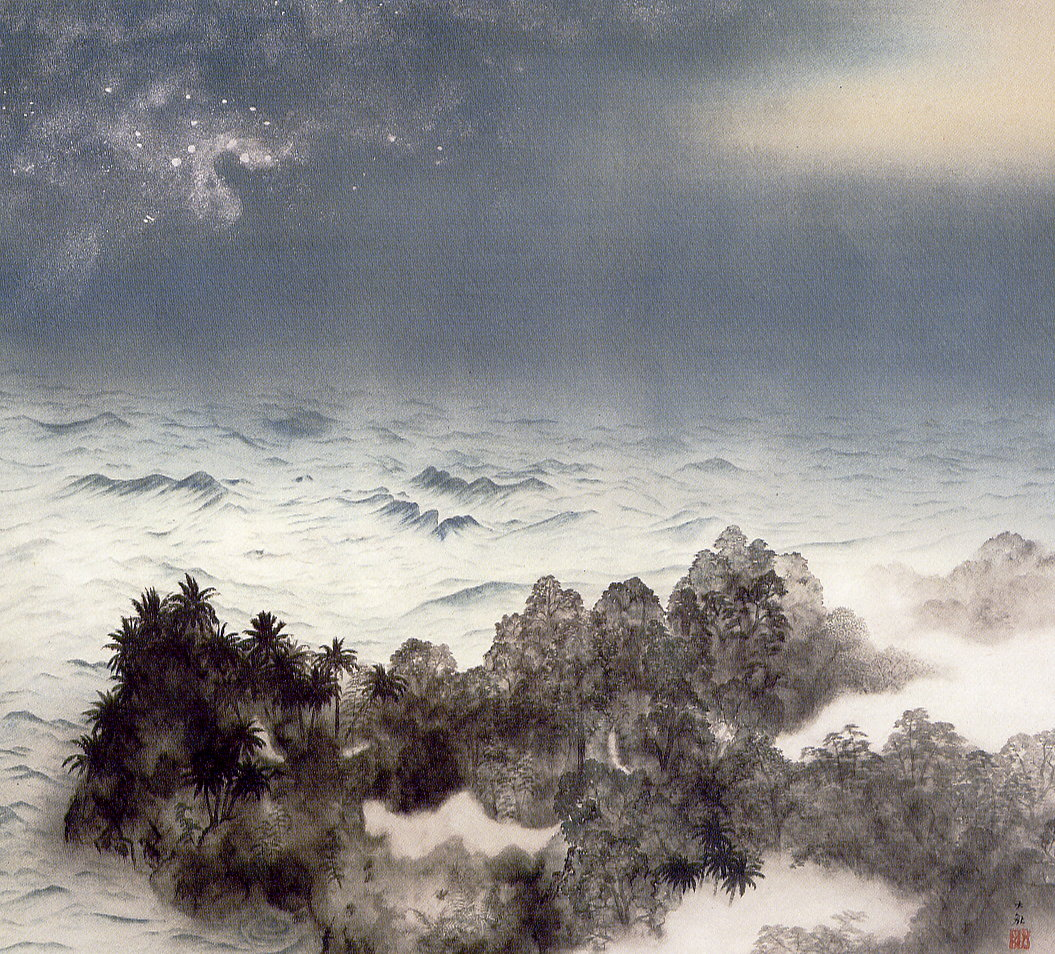
«Південне море вночі»